# Веселов, Елпидифор Алексеевич
Елпидифор Алексеевич Весело́в (1910—2004) — советский, российский учёный-биолог, зоолог, ихтиолог-физиолог, доктор биологических наук, профессор, заслуженный деятель науки Карельской АССР (1967).

## Биография
Родился в крестьянской семье, отец умер, когда Елпидифору исполнилось 10 лет. Воспитывался матерью Прасковьей Дмитриевной.
После окончания в 1926 году Костромского промышленно-экономического техникума, работал на Костромской биологической станции, начал заниматься энтомологией, ихтиологией, орнитологией. Принимал участие в научных экспедициях по исследованию флоры и фауны озёр Костромской области. С 1930 года — сотрудник Кончезерской биологической станции в Карелии, принимал участие в экспедициях по изучению озёр Карелии.
В 1932—1936 годах учился на биологическом факультете Ленинградского государственного университета, после окончания университета преподавал курс общей биологии в учебных заведениях Ленинграда. В 1939 году защитил в ЛГУ кандидатскую диссертацию на тему «Влияние осмотических условий среды на газообмен рыб».
После защиты диссертации вернулся на работу в Кончезерской биологической станции под руководство профессора И. Ф. Правдина. С 1940 года — доцент Карело-Финского государственного университета.
В годы Великой Отечественной войны воевал на Карельском фронте (1941—1944), на Дальневосточном фронте (1945—1946), служил в Заполярье. Капитан медицинской службы. Награждён орденом Красной Звезды, орденом Отечественной войны II степени, медалями «За оборону Советского Заполярья», «За Победу над Германией», «За победу над Японией» и другими. Демобилизовался в 1946 году.
В 1946—1948 годах — доцент кафедры общей биологии и паразитологии Ленинградского педиатрического института.
В 1948—1954 годах — организатор и заведующий кафедрой генетики и дарвинизма Карело-Финского государственного университета. В 1950 году защитил в ЛГУ докторскую диссертацию на тему «Определение допустимой нагрузки промышленных стоков на рыбохозяйственные водоемы».
В 1954—1961 годах — профессор Ленинградского педиатрического института, затем Московской ветеринарной академии.
В 1961—1986 годах — заведующий кафедрой генетики и дарвинизма Петрозаводского государственного университета, в 1962—1974 — проректор по научной работе университета.

## Научные труды
Является автором свыше 250 научных работ, в том числе 12 учебников для высшей и средней школы по общей биологии, зоологии и дарвинизму.
- Дарвинизм: Учебник для педагогических вузов. — М., 1955. — 503 с.
- Основы дарвинизма: Учебник для 9 кл. — М.: Учпедгиз, 1957.
- Чарльз Дарвин: Жизнь, деятельность и труды основоположника эволюционного учения. — М., 1959.
- Животноводство и зоогигиена [Для с.-х. техникум.] — М., 1963.
- Общая биология: Учебник для 9 кл. — М., — 1964.
- Развитие исследований по экологической физиологии водных организмов и водной токсикологии // Развитие науки в Карелии за 50 лет Советской власти. — Петрозаводск, 1970.
- Биологический контроль промышленных сточных вод Байкальского целлюлозного завода. — Петрозаводск, 1973.
- Определитель пресноводных рыб фауны СССР: Пособие для учителей. — М.: Просвещение, 1977. — 238 с.